# 豆島
豆島（英語：Mame Island），是南極洲的島嶼，位於毛德皇后地的哈拉爾王子海岸，處於翁古爾島以西0.2公里的呂佐夫-霍爾姆灣，根據日本探險隊的測量和拍攝的空中照片繪入地圖，現時由南極條約體系管理。